# Mouvement ouvrier suisse
Le Mouvement ouvrier suisse  rassemble des organisations pour la défense des intérêts de la classe ouvrière en Suisse. Il émerge vers 1840 environ, et mène des actions sur le plan professionnel, économiques, social, politique et culturel. 

## Historique
Ce mouvement nait avec le processus d'industrialisation par l'engagement d'artisans. 
Dans les usines, les ouvriers ne mènent alors que des actions superficielle et ne se joignent véritablement au mouvement qu'à la fin du XIXe siècle. Ce mouvement est au début perçu négativement car il représente l'idée de révolte et de soulèvement des ouvriers contre les patrons. C'est seulement grâce à ces actions concrètes d'aide et de soutien contre les abus qu'il prend un sens positif. 
On arrive alors, malgré le flou qui règne à cette époque, à distinguer quatre types d'organisations: les syndicats et les partis, les prédominants, les coopératif et les associations qui sont existante sous le nom de mouvement coopératif et les associations qui sont alors beaucoup moins connues.
L'Union suisse des ouvrières est également fondée en 1885 sous l'influence de Gertrude Guillaume-Schack et Clara Zetkin, pour défendre la spécificité des conditions de travail des femmes dans le mouvement ouvrier local, sur le modèle de ce qui se fait en Allemagne,.
Ensuite on voit apparaître des fédérations internationales à côté des organisations nationales, locales ou d'entreprises. Sans se soucier de la lutte des classes, le mouvement ouvrier se bat pour la défense de ses membres, dans un esprit de renouveau et sans bouleverser le système économique et social mis en place au XIXe siècle.